# 市川忠義
市川 忠義（いちかわ ただよし、1937年5月23日 - ）は、日本の元バレーボール選手（日本代表）。

## 人物・略歴
東京都出身。明治大学卒業。
ポジションはセッター。
東京オリンピック日本代表（12名）の最終選考では、同じセッターの猫田勝敏・出町豊と最後まで、その座を争ったが、代表入りは果たせなかった。

## 球歴
- 所属チーム履歴

明治大学→日本鋼管
- 日本代表としての主な国際大会出場歴
  - 1962年 - 第4回アジア競技大会（インドネシア）6・9人制で、金メダルを獲得。
  - 1963年 - プレオリンピック（東京国際スポーツ大会）で優勝。